# Паугофова, Таня
Таня Паугофова (словац. Tatiana Pauhofová; род. 13 августа 1983, Братислава, Чехословакия) — словацкая актриса

 театра и кино.

## Биография
Татьяна (Таня) Паугофова училась актерскому мастерству в Академии исполнительских искусств в Братиславе. В 2007 году она была выбрана в число «падающих звезд» европейского кинопроката.
Помимо своих ролей в фильмах и сериалах в Словакии и Чехии, она работала театральным комиком, а также в дубляже и рекламе. Как актриса она известна своими ролями в фильмах «Kruté radosti» (2002), «Nezné vlny» (2013), «Kousek nebe» (2005) и «Альма и Оскар» (2022). В 2016 году она сыграла главную роль Лиды Бааровой в фильме «Любовница дьявола», а в 2024 году, сыграла Веру Штёвицкову в фильме «Волны».